# Bentleigh
Bentleigh är en del av en befolkad plats i Australien. Den ligger i kommunen Glen Eira och delstaten Victoria, omkring 13 kilometer sydost om delstatshuvudstaden Melbourne.
Runt Bentleigh är det mycket tätbefolkat, med 2 103 invånare per kvadratkilometer.. Närmaste större samhälle är Melbourne, omkring 13 kilometer nordväst om Bentleigh. 
Runt Bentleigh är det i huvudsak tätbebyggt. Genomsnittlig årsnederbörd är 1 244 millimeter. Den regnigaste månaden är juli, med i genomsnitt 140 mm nederbörd, och den torraste är januari, med 49 mm nederbörd.